# Recopa de Europa de baloncesto 1981-82
La Recopa de Europa de Baloncesto 1982-83 fue la decimosexta edición de esta competición organizada por la FIBA que reunía a los campeones de las ediciones de copa de los países europeos. Tomaron parte 23 equipos, tres más que en la edición precedente, proclamándose campeón el equipo yugoslavo del Cibona, que lograba así su primer título en la competición. La final, en la que derrotó al Real Madrid, se jugó en Bruselas.

## Participantes
| Bélgica         | 1 | Hellas Gent              |
| Chipre          | 1 | AEL                      |
| Checoslovaquia  | 1 | Inter Slovnaft           |
| Dinamarca       | 1 | BMS                      |
| Inglaterra      | 1 | Sutton & Crystal Palace  |
| Finlandia       | 1 | Tampereen Pyrintö        |
| Francia         | 1 | Moderne                  |
| Grecia          | 1 | AEK                      |
| Hungría         | 1 | Soproni MAFC             |
| Islandia        | 1 | Valur                    |
| Israel          | 1 | Hapoel Ramat Gan         |
| Italia          | 1 | Sinudyne Bologna         |
| Luxemburgo      | 1 | Soleuvre                 |
| Países Bajos    | 1 | Parker Leiden            |
| Noruega         | 1 | Sandvika                 |
| Portugal        | 1 | Benfica                  |
| Rumania         | 1 | Dinamo București         |
| Unión Soviética | 1 | Stroitel                 |
| España          | 1 | Real Madrid              |
| Suecia          | 1 | Korrugal Norrköpings UBF |
| Suiza           | 1 | Nyon                     |
| Turquía         | 1 | Beşiktaş                 |
| Yugoslavia      | 1 | Cibona                   |

## Primera ronda
| Equipo 1                 | Agr.    | Equipo 2         | Ida    | Vuelta |
| ------------------------ | ------- | ---------------- | ------ | ------ |
| BMS                      | 214–158 | Sandvika         | 107–63 | 107-95 |
| Tampereen Pyrintö        | 163–184 | Nyon             | 79–87  | 84-97  |
| Sutton & Crystal Palace  | 222–161 | Valur            | 118–80 | 104-81 |
| Benfica                  | 162–184 | Hellas Gent      | 81–83  | 81-101 |
| Korrugal Norrköpings UBF | 171–191 | Moderne          | 77–89  | 94–102 |
| Hapoel Ramat Gan         | 4–0*    | AEL              | 2–0    | 2–0    |
| Beşiktaş                 | 178–179 | Dinamo București | 98–98  | 80–81  |
| Soproni MAFC             | 178–188 | AEK              | 98–87  | 80–101 |
| Soleuvre                 | 107–201 | Parker Leiden    | 57–94  | 50–107 |

*El AEL se retiró antes del partido de ida y el Hapoel Ramat Gan recibió un marcador de 2-0 en ambos partidos.

## Segunda ronda
| Equipo 1         | Agr.    | Equipo 2                | Ida    | Vuelta |
| ---------------- | ------- | ----------------------- | ------ | ------ |
| BMS              | 149–267 | Real Madrid             | 84–135 | 65-132 |
| Nyon             | 182–188 | Sutton & Crystal Palace | 93–90  | 89-98  |
| Inter Slovnaft   | 185–154 | Hellas Gent             | 108–72 | 77-82  |
| Moderne          | 159–171 | Hapoel Ramat Gan        | 74–88  | 85–83  |
| Dinamo București | 129–144 | Stroitel                | 70–76  | 59–68  |
| AEK              | 145–181 | Parker Leiden           | 78–79  | 67–102 |

Clasificados automáticamente para la fase de cuartos de final
- Sinudyne Bologna
- Cibona

## Cuartos de final
Los cuartos de final se jugaron con un sistema de todos contra todos, divididos en dos grupos.
|  | Clasificados para semifinales |

|    | Equipo                  | PJ | Pts | G | P | PF  | PC  | Dif. |
| -- | ----------------------- | -- | --- | - | - | --- | --- | ---- |
| 1. | Cibona                  | 6  | 10  | 4 | 2 | 560 | 528 | +32  |
| 2. | Sinudyne Bologna        | 6  | 10  | 4 | 2 | 524 | 528 | -4   |
| 3. | Hapoel Ramat Gan        | 6  | 9   | 3 | 3 | 540 | 539 | +1   |
| 4. | Sutton & Crystal Palace | 6  | 7   | 1 | 5 | 515 | 544 | -29  |

|    | Equipo         | PJ | Pts | G | P | PF  | PC  | Dif. |
| -- | -------------- | -- | --- | - | - | --- | --- | ---- |
| 1. | Real Madrid    | 6  | 12  | 6 | 0 | 588 | 517 | +71  |
| 2. | Stroitel       | 6  | 9   | 3 | 3 | 500 | 483 | +17  |
| 3. | Parker Leiden  | 6  | 8   | 2 | 4 | 497 | 507 | -10  |
| 4. | Inter Slovnaft | 6  | 7   | 1 | 5 | 517 | 595 | -78  |

## Semifinales
| Equipo 1         | Agr.    | Equipo 2    | Ida   | Vuelta |
| ---------------- | ------- | ----------- | ----- | ------ |
| Sinudyne Bologna | 172–186 | Real Madrid | 78–79 | 94–107 |
| Stroitel         | 148–158 | Cibona      | 82–66 | 66–92  |

## Final
16 de marzo, Salle Henri Simonet, Bruselas
| Equipo 1 | Resultado | Equipo 2    |
| -------- | --------- | ----------- |
| Cibona   | 96–95     | Real Madrid |

| 16 de marzo de 1982 | Cibona                              | 96–95       | Real Madrid                      | |  |
|                     | Parciales: 50-40, 38-48 (T.E.: 8-7) |             |                                  | |  |
|                     | Estadísticas Andro Knego, 34        | Reporte Pts | Estadísticas Fernando Martín, 30 | Pabellón: Salle Henri Simonet, Bruselas Asistencia: 3.500 espectadores Árbitros: Milan Jahoda (CHE), Malcolm Heath (ENG) |  |

| Campeón de la Recopa de Europa 1981–82 |
| -------------------------------------- |
| Cibona 1.er título                     |